# ورم الغدة حول الشرج
ورم الغدة حول الشرج هو نوع من الورم الموجود بالقرب من فتحة الشرج في الكلاب والذي ينشأ من نسيج غدي متخصص موجود في منطقة العجان. يُعرف أيضًا باسم ورم شبيه بالكبد بسبب التشابه في شكل الخلية مع خلايا الكبد، هو النوع الأكثر شيوعًا في الكلاب السليمة (غير حصية) وهو ثالث أكثر أنواع الأورام شيوعًا في الكلاب الذكور السليمة. هناك نوعان من أورام الغدة حول الشرج: أورام الغدة حول الشرج وهي حميدة وسرطانات الغدد وهي خبيثة. كلاهما له مستقبلات هرمون التستوستيرون. من المرجح أن توجد أورام الغدة الحميدة حول الشرج في الكلاب الذكور السليمة ثلاث مرات أكثر من الإناث، والأورام الغدية الخبيثة حول الشرج أكثر شيوعًا في الكلاب الذكور من الإناث بعشر مرات. السلالات الأكثر شيوعًا للإصابة بالأورام الغدية الحميدة هي هسكي سيبيري وذليل كوكر وبكيني وسامويد. بالنسبة للأورام الغدية الخبيثة فإن السلالات الأكثر إصابة هي هسكي سيبيري وبلدغ وملموت ألاسكي.
توجد أورام الغدة حول الشرج بشكل شائع في الجلد حول فتحة الشرج، ولكن يمكن العثور عليها أيضًا في الذيل أو الفخذ. تعتبر الأورام الغدية الحميدة أكثر شيوعًا حيث تشكل 91 بالمائة من أورام الغدة حول الشرج في دراسة واحدة. تبدو الأورام الغدية الحميدة والأورام السرطانية متشابهة وكلاهما مستدير وردي اللون وعادة ما يكون عرضه أقل من ثلاثة سنتيمترات. من المرجح أن تتكاثر الأورام السرطانية الخبيثة و تغزو الأنسجة الأساسية السفلية ويمكن أن تنتقل إلى الغدد الليمفاوية والكبد والرئتين.
يجب إزالة كلا النوعين وإرسالهما إلى أخصائي علم الأمراض لتحديد الهوية. ومع ذلك فإن 95 في المائة من أورام الغدة حول الشرج ستختفي بعد حصي الكلب. ستساعد إزالة الورم وحصي الكلب في نفس الوقت على منع تكرار الإصابة. يجب أن تعالج الكلاب المصابة بسرطان الغدة حول الشرج بجراحة شديدة والعلاج الإشعاعي والعلاج الكيميائي إذا لزم الأمر.